# Ruta Medieval de la Alpujarra
La Ruta Medieval de La Alpujarra es un recorrido que utiliza diversos senderos y caminos de posible origen medieval que atraviesa el Sitio Histórico de La Alpujarra, desde Pórtugos hasta Juviles, dentro de lo que fueron, en época medieval, las tahas de Ferreira y de Jubiles. Está registrado como sendero deportivo con la referencia PR-A 299.

## Concepto
Es un proyecto propuesto y desarrollado, en 2006, por la Gerencia del Plan de Desarrollo Turístico de La Alpujarra, provincia de Granada (España), con la intención de dotar de infraestructuras de uso turístico a la zona y, paralelamente, impulsar el conocimiento de las huellas medievales que permanecen en ella.

## Itinerario
La Ruta tiene cuatro tramos, con una longitud total de 21 km. 

### Tramo I

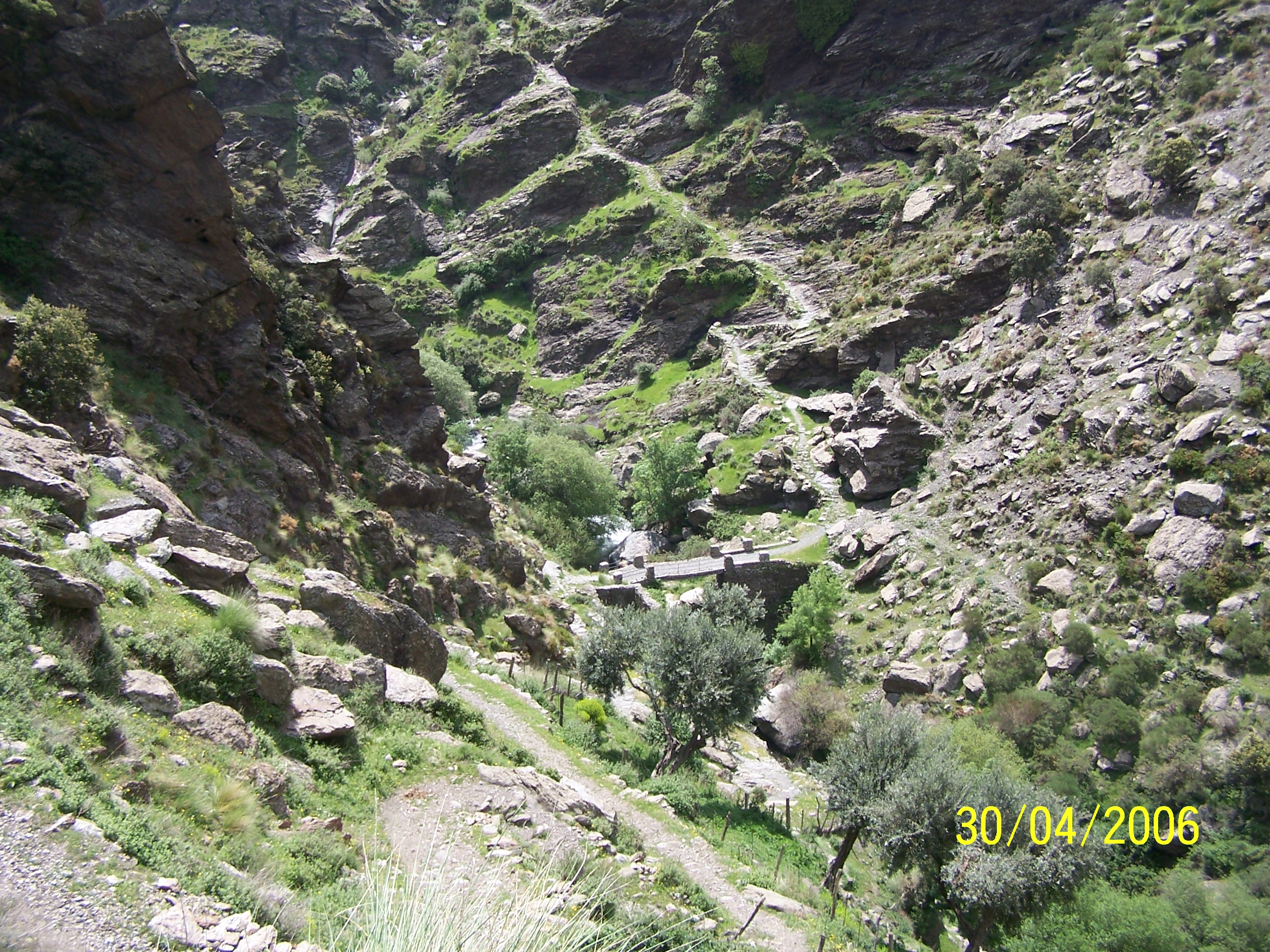
Escarihuela en Busquístar

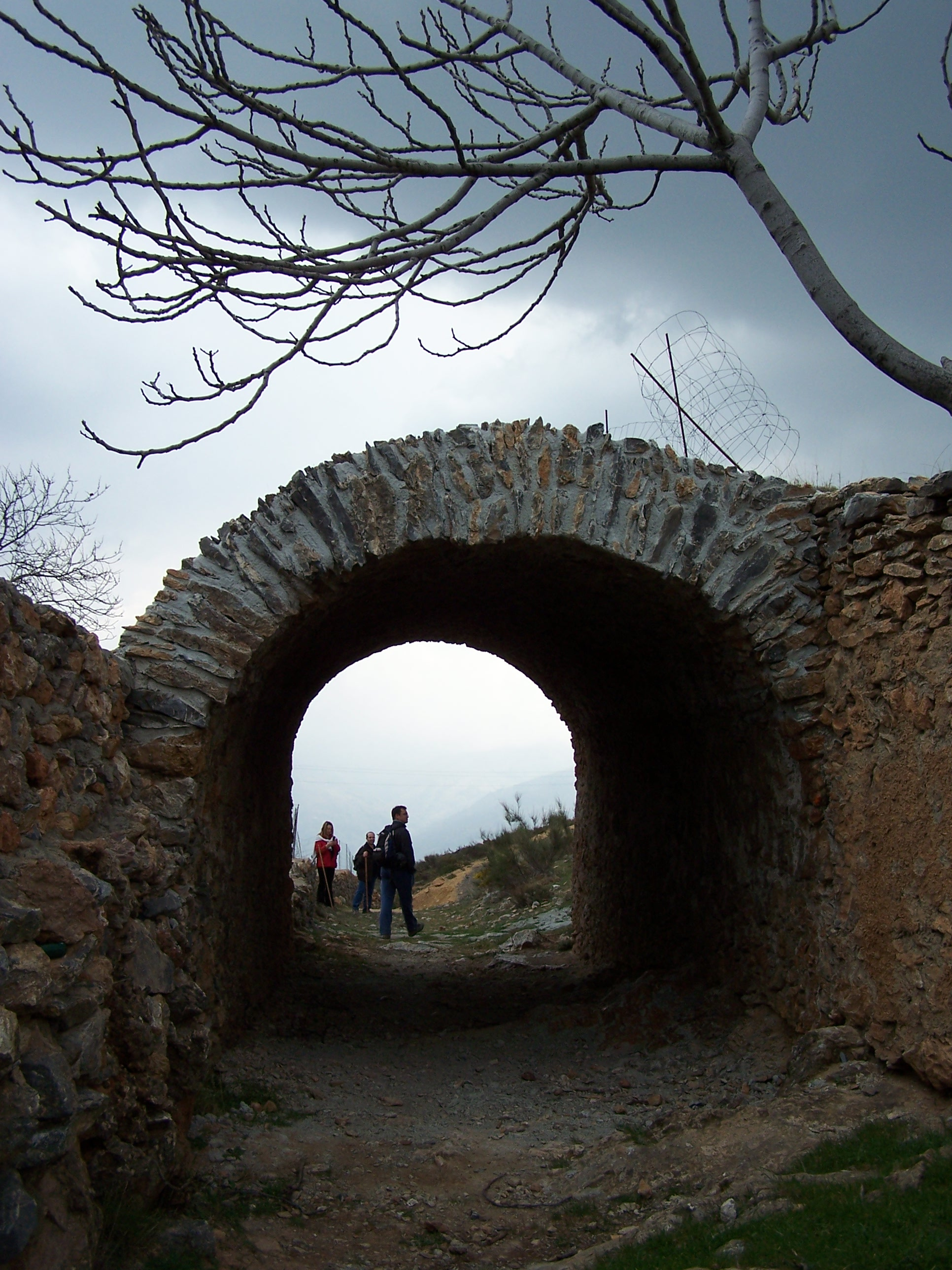
Túnel minero de La Fabriquilla

Comienza en Pórtugos, con una longitud de 4,7 km, y finaliza en Busquístar. Como hitos patrimoniales en el itinerario, están los pueblos de Atalbéitar y Ferreirola, que están declarados Bien de Interés Cultural, la era mirador de este último núcleo, la Fuente Gaseosa (de aguas ferruginosas) y el Molino de Panjuila. Desde la ruta se pueden observar varios caminos que ascienden de forma sinuosa por la ladera este del río Trevélez, muy escarpada, y que se conocen como escarihuelas, que tienen también origen medieval y están declaradas BIC. La denominación (a veces escrita como carregüelas), proviene de una deformación del término "escaleruela" (con forma de escalera).

### Tramo II
Comienza en Busquístar y finaliza en el llamado Portichuelo de Cástaras, con 4,2 km de longitud. Este tramo recupera un sendero medieval que está documentado en los Libros de Apeos del siglo XVI, atravesando el valle del río Trevélez hasta conectar con el Camino Real de Trevélez, subiendo por una escarihuela que salva un desnivel de 300 m, y que cruza la Acequia Real de Almegíjar, también declarada patrimonio histórico.

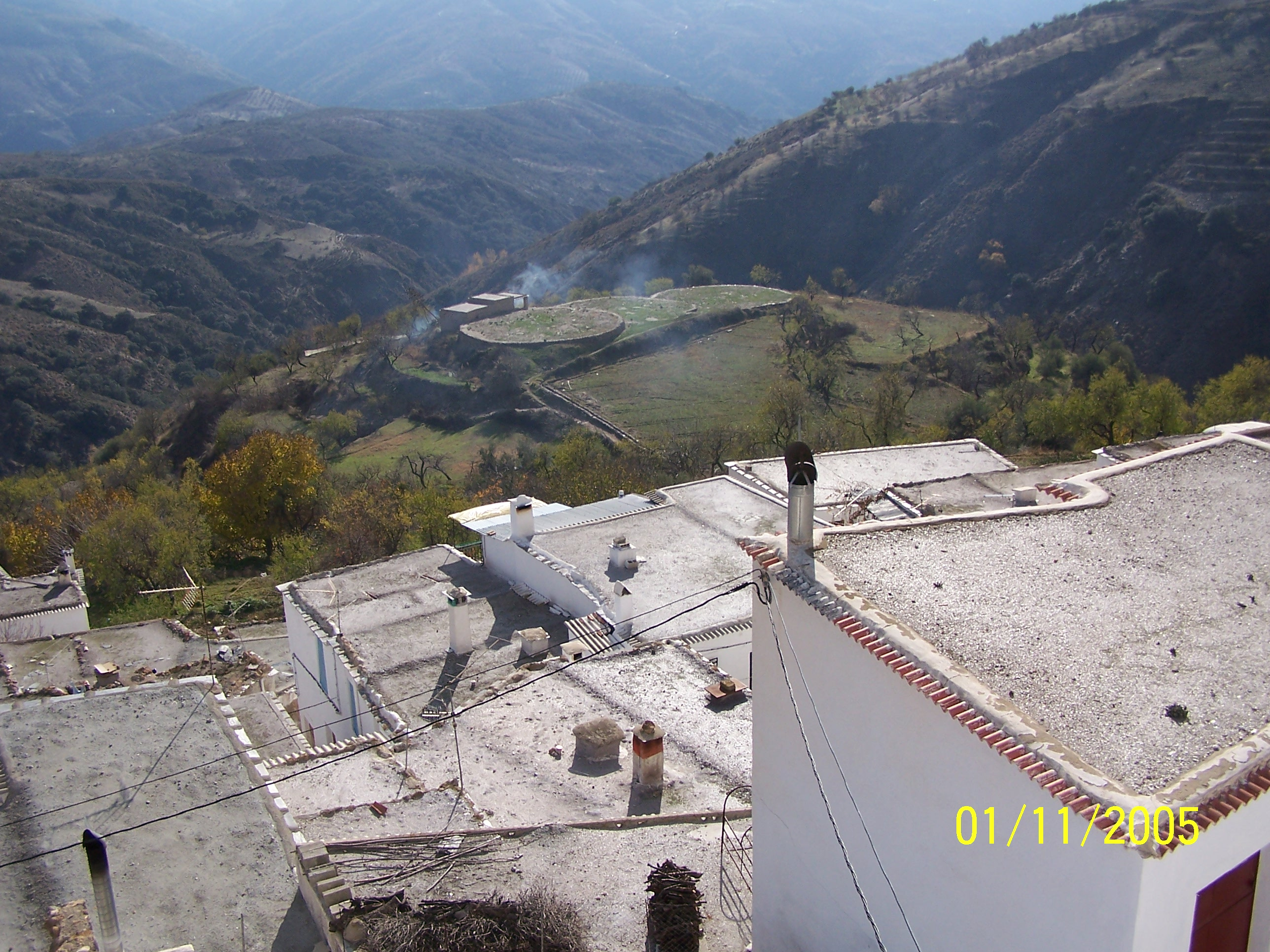
Pueblo y eras de Nieles

### Tramo III
Este tramo comienza en el Portichuelo de Cástaras, cuando la ruta conecta con el Camino Real y finaliza en Nieles, cuyos núcleo y vega están declarados expresamente BIC. Su longitud es de 5,6 km. El itinerario pasa por varios elementos declarados patrimonio histórico. Uno de ellos, es el Túnel Minero de La Fabriquilla, que se construyó en el primer tercio del siglo XX, para compatibilizar el uso del camino con el transporte de materiales mineros a los hornos (la fabriquilla).
Este tramo coincide además con una cañada real ganadera, y fue durante siglos una importante vía de comunicación de esta zona de la Alpujarra, dedicándole el Concejo de Cástaras importantes sumas de dinero para su mantenimiento. El camino atraviesa la zona llamada Prados de Villareal, donde acamparon las tropas castellanas en el siglo XVI, en su campaña contra la rebelión de los moriscos. Otros hitos patrimoniales, son el Barrio Alto de Cástaras y las Minas de Mansilla, de mercurio que se explotaron hasta mitad del siglo XX.

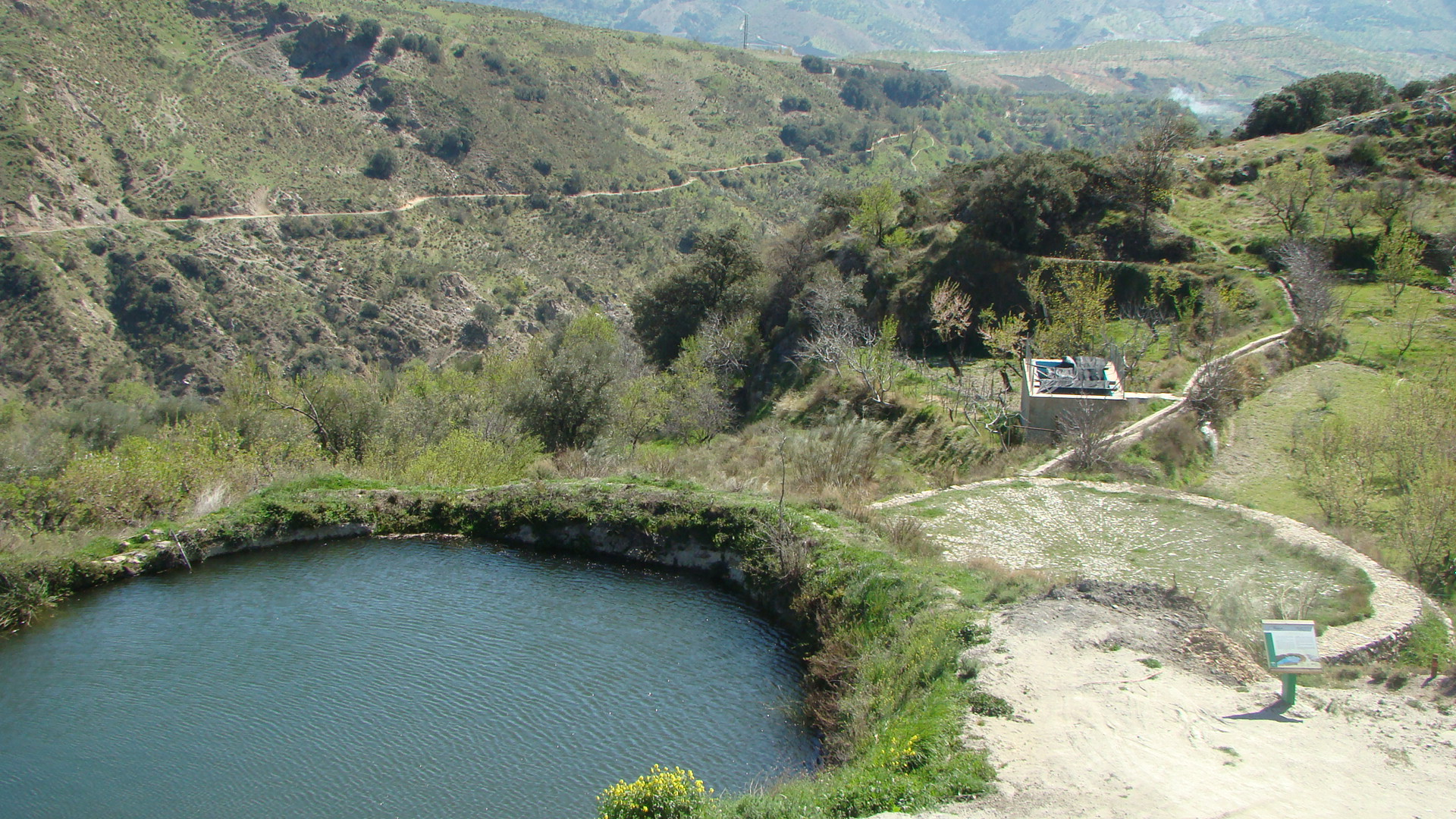
Era y Alberca medievales de Tímar

### Tramo IV
Tiene una longitud de 6,5 km, entre Nieles y Juviles, que era famosa en la Edad Media por su pan de trigo y cebada, además de los higos, que se secaban clavándoles una espina de zarzal. El camino sale del pueblo de Nieles, atravesando toda su zona de cultivos aterrazados, protegida por el Sitio Histórico de la Alpujarra, hasta tomar el camino de servicio de la Acequia de Lobrazán. Este tramo, de vistas espectaculares, contiene varios elementos patrimoniales de interés: La era y alberca de Tímar, que aparecen citadas, como antiguas, en el Libro de Apeos de Cástaras y Nieles (1574); los restos arqueológicos del Peñón Hundido y de las Minas de la Retama, también de mercurio; el sendero medieval del Barranco de Juviles, y los interesantes restos del Fuerte de Juviles. Este castillo, erigido en el siglo IX, fue reducto de resistencia de los moriscos de Abén Humeya, frente a las tropas castellanas, que lo destruyeron totalmente para evitar que pudiera utilizarse en futuras rebeliones.